# Met.Ro.

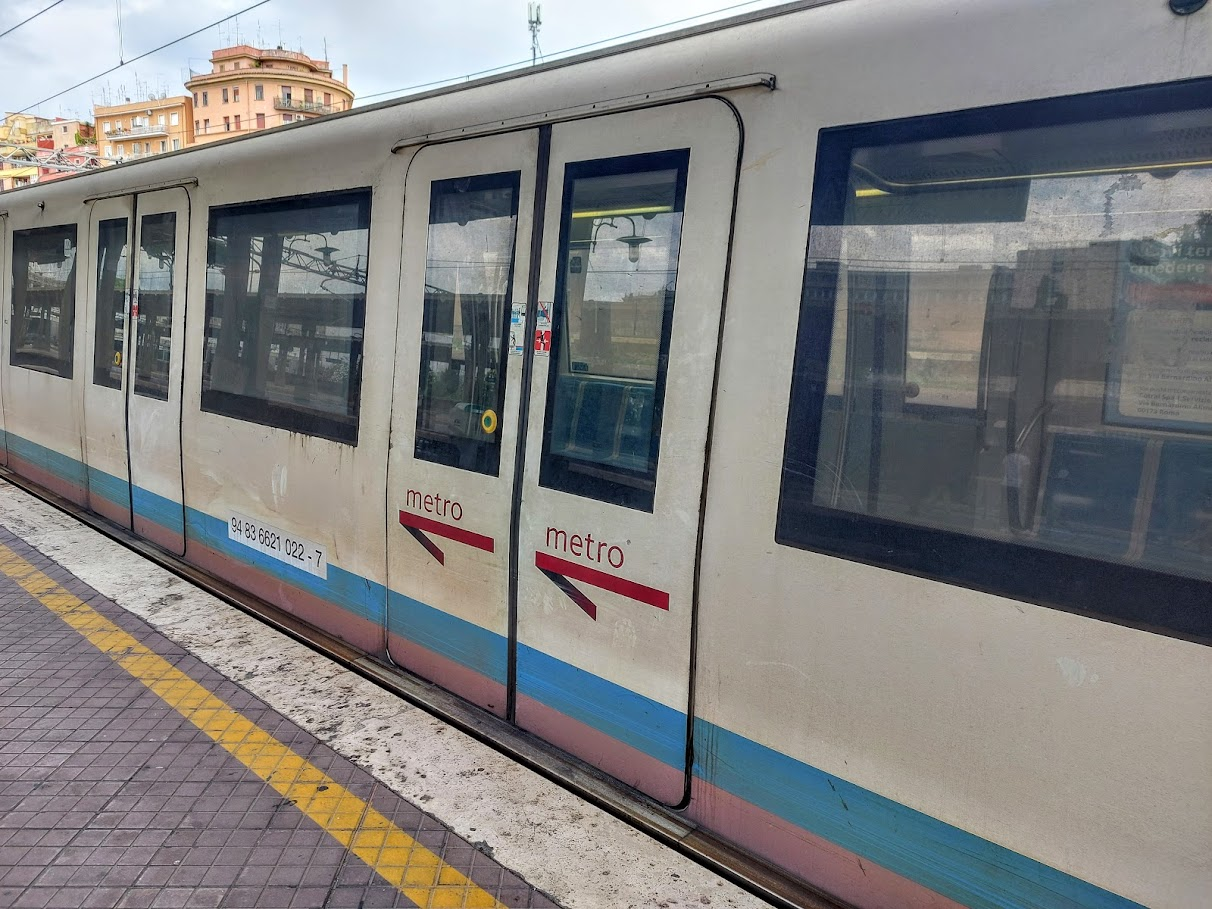
Loghi Met.Ro su un treno MA300

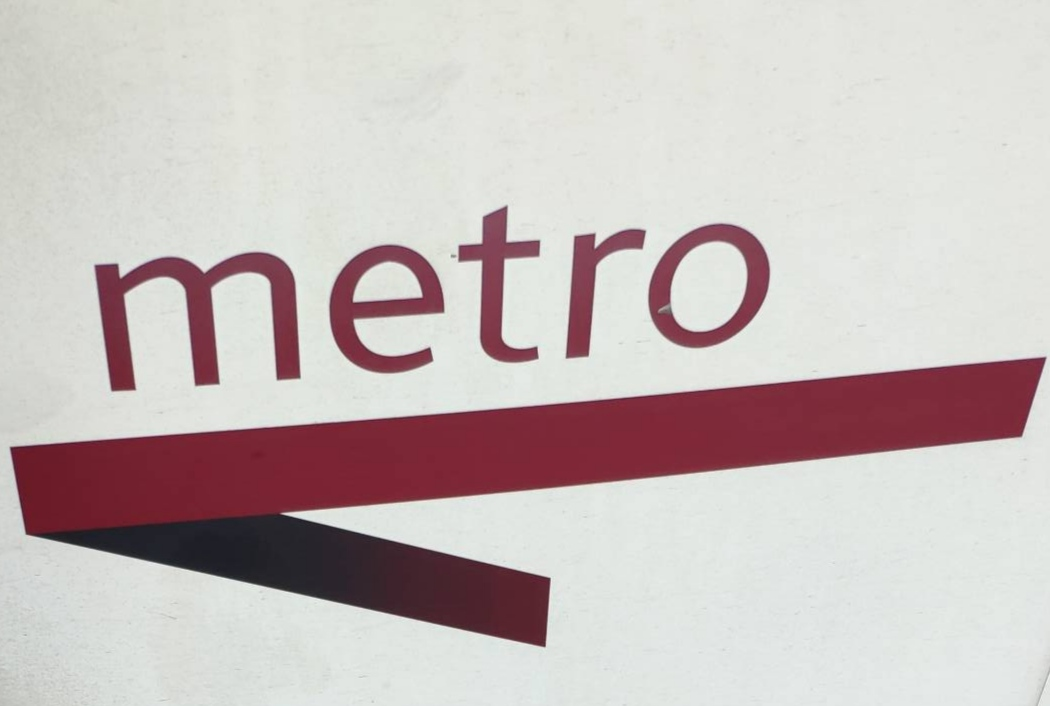
Logo Met.Ro su un treno MA300

Met.Ro. S.p.A., acronimo di Metropolitana di Roma e nota in precedenza come Metroferro, è stata una società pubblica italiana controllata dal comune di Roma ed incaricata della gestione delle prime due linee della metropolitana romana (A e B) oltre che delle tre ferrovie Roma-Civita Castellana-Viterbo, Roma-Pantano e Roma-Lido per conto della Regione Lazio.

## Storia
La società nacque nell'ambito della riforma del trasporto pubblico locale del Lazio portata avanti nel 2000 venendo scorporata dal consorzio regionale COTRAL ed assumendo il nome di Metroferro. Essa ereditò quindi la gestione delle due linee della metropolitana di Roma, ossia la linea A e la linea B, e delle tre ferrovie ex concesse Roma-Civita Castellana-Viterbo, Roma-Pantano e Roma-Lido. Appena un anno dopo Metroferro assunse il nome di Met. Ro., acronimo di Metropolitana di Roma.
Il 12 maggio 2006 costituì la società Officine Grandi Revisioni S.r.l. (OGR) per svolgere le attività di manutenzione straordinaria e revisione generale dei convogli metropolitani e ferroviari.
Con una seconda riforma portata avanti nel 2010 Met.Ro. fu fusa per incorporazione in ATAC insieme a Trambus, gestore del trasporto pubblico locale di superficie a Roma (autobus, filobus e tram), unificando la gestione dell'intero sistema di trasporto pubblico locale della città. ATAC assorbì anche le quote in OGR, incorporata poi nel 2014.

## Attività

La rete metroferroviaria gestita da Met.Ro.

La società gestiva in house due linee della metropolitana, in virtù di due contratti di servizio con il Comune di Roma e ATAC, mentre per conto della Regione Lazio gestiva le tre ferrovie ex concesse, per una produzione programmata di 5 704 671 treni/chilometro per la metro e 4 832 581 treni/chilometro per le ferrovie.
A partire dal 2006, attraverso la controllata Officine Grandi Revisioni - OGR Roma, ha gestito anche le attività di manutenzione straordinaria dei rotabili.

## Dati societari
Si trattava di una società per azioni controllata dal comune di Roma (95,46%) e in minima parte dalla provincia di Viterbo (3,04%) e dalla provincia di Rieti (1,5%) con un capitale sociale di 2,080 milioni di euro diviso in 4 milioni di azioni da 0,52 euro ciascuna. Disponeva di una partecipazione del 100% in Officine Grandi Revisioni  - OGR Roma S.r.l. e del 4,5% in Le Assicurazioni di Roma.
La società aveva sede presso un palazzo in via Tiburtina, 770 in zona Casal Bruciato (Municipio IV).